# Mike Phiromphon
Mike Phiromphon (în thailandeză ไมค์ ภิรมย์พร, n. 8 iulie 1966, Districtul Kumphawapi, Provincia Udon Thani, Thailanda) este un actor și cântăreț thailandez.

## Tinerețe
Mike Phiromphon s-a născut pe 8 iulie 1966  în provincia Udon Thani și și-a început cariera muzicală în 1991, colaborând cu GMM Grammy.

## Discografie

### Album
- 1995 – „Kan Lang Kor Lao“ (คันหลังก็ลาว)
- 1996 – „Nam Ta Lon Bon Toe Jeen“ (น้ำตาหล่นบนโต๊ะจีน)
- 1998 – „Ya Jai Khon Jon“ (ยาใจคนจน)
- 2000 – „Nuei Mai Khon Dee“ (เหนื่อยไหมคนดี)
- 2007 – „Yang Rak Kan Yoo Rue Plao“ (ยังรักกันอยู่หรือเปล่า)
- 2017 – Klab Kham Sa Lar[6]
- 2018 – „Bon Thanon Sai Khon Dee“ (บนถนนสายคนดี)
- 2019 – „Status Bor Koei Pliean“ (สเตเตัสบ่เคยเปลี่ยน)